# Moslim Democratische Partij
De Moslim Democratische Partij (MDP) is een voormalige Belgische politieke partij.

## Geschiedenis
De partij ontstond in juni 2003 als politieke arm van de Arabisch-Europese Liga (AEL). Bij de kamerverkiezing van mei 2003 was deze AEL in kartel met de Partij van de Arbeid (PVDA) onder de naam 'RESIST' naar de kiezer getrokken in de kieskring Antwerpen. Na de verkiezingen werd het kartel opgeheven. De kieslijst overtuigde 10.059 kiezers, goed voor 0,90% van het totaal aantal stemmen in deze kieskring.
Een jaar later stond deze MDP op de lijsten voor de gewestelijke verkiezingen in de kieskringen Antwerpen en Oost-Vlaanderen. In Antwerpen trok Dyab Abou Jahjah de kieslijst. Op de 11e plek stond Fouad Belkacem, de latere oprichter van Sharia4Belgium. Lijsttrekker in Oost-Vlaanderen was Ahmed Azzuz. De MDP behaalden 2882 stemmen (0,27%) in Antwerpen en 1305 stemmen (0,14%) in Oost-Vlaanderen. Dyab Abou Jahjah kreeg 1.441 voorkeurstemmen, Fouad Belkacem 236 en Ahmed Azzuz 359.
In 2005 werd er ook een Nederlandse afdeling opgericht. Deze besloot echter eind 2005 om af te zien van deelname aan de Tweede Kamerverkiezingen en riep haar aanhangers op om GroenLinks te stemmen. Leider van de Nederlandse tak was Nabil Marmouch.
Bij de Belgische lokale verkiezingen van 2006 kwam de MDP niet op en ondersteunde de PVDA-lijsten.

## Bekende (ex-) leden
- Ahmed Azzuz
- Dyab Abou Jahjah
- Fouad Belkacem